# Parafia św. Anny w Grodziszczu
Parafia św. Anny w Grodziszczu - parafia rzymskokatolicka z siedzibą w Grodziszczu, w dekanacie świdnickim zachodnim w diecezji świdnickiej. Była erygowana w XIII w. Jej proboszczem jest ks. Mateusz Pawlica.